# Zoonavena
Zoonavena és un gènere d'ocells de la família dels apòdids (Apodidae). Les diferents espècies d'aquests falciots viuen a l'Índia i Myanmar, Sao Tomé i Príncipe i Madagascar i les Comores.

## Taxonomia
Segons la classificació del Congrés Ornitològic Internacional (versió 2.5, 2010) aquest gènere està format per tres espècies:
- falciot cuaespinós de Madagascar (Zoonavena grandidieri).
- falciot cuaespinós de l'Índia (Zoonavena sylvatica).
- falciot cuaespinós de São Tomé (Zoonavena thomensis).